# Hudson Theatre
L'Hudson Theatre è un teatro di Broadway sito nel quartiere di Midtown Manhattan a New York.

## Storia
Gli architetti dello studio J.B McElfatrick & Son realizzarono i primi progetti per il teatro nel 1902, ma l'opera passò di mano agli architetti Israels & Harder, che realizzarono il teatro. Il 19 ottobre 1903 l'Hudson Theatre fu inaugurato con una performance di Cousin Kate con Ethel Barrymore. Il primo proprietario del teatro fu Henry B. Harris, ma dopo la sua morte nel naufragio del RMS Titanic il teatro passò alla moglie Renee Harris. Nel 1905 il teatro ospitò la prima statunitense del dramma di George Bernard Shaw Uomo e superuomo. Negli anni trenta e quaranta l'Hudson alternò l'attività teatrale alla funzione di studio radiofonico per la CBS Radio. Nel 1950 la NBC acquistò il teatro e lo convertì in uno studio televisivo.
Nel 1956 Abraham Hirschfeld acquistò l'Hudson e lo riconvertì alla sua funzione originale e il teatro fu nuovamente attivo per messe in scena teatrali tra il 1960 e il 1968. Nel 1961 il teatro ospitò la prima americana di Becket e il suo re. Negli anni successivi l'edificio cambiò spesso funzione mentre passava di mano in mano, diventando prima un cinema a luci rossi, poi un club, finché nel 1995 non venne acquistato dalla Millennium & Copthorne Hotels e trasformato prima in sala conferenze dell'adiacente Millennium Broadway Hotel, e poi in uno studio televisivo da cui venivano trasmessi gli episodi di Comedy Central.
Nel 2015 la MCH cedette la gestione del teatro all'Ambassador Theatre Group, e nel 2017 il teatro fu riaperto al pubblico nella sua funzione originale con un revival del musical Premio Pulitzer Sunday in the Park with George con Jake Gyllenhaal. Successivamente il teatro ha ospitato altre produzioni di rilievo, tra cui un adattamento teatrale di 1984 con Tom Sturridge (2017), Uma Thurman in The Parisian Woman (2017), Adam Driver in Burn This (2019), Matthew Broderick e Sarah Jessica Parker in Plaza Suite (2020), Jessica Chastain in Casa di bambola, Daniel Radcliffe e Jonathan Groff in Merrily We Roll Along (2023) e Nick Jonas in The Last Five Years (2025).